# Landeskartenwerk
Ein Landeskartenwerk ist das amtliche Kartenwerk, das räumlich auf ein Bundesland, eine Region oder einen Staat begrenzt ist.
Die Herausgabe des Landeskartenwerkes wird von den entsprechenden Ländern oder Bundesbehörden übernommen.

## Geschichte
Im 16. Jahrhundert beginnen europäische Staaten, die Topographie ihrer Territorien in Kartenwerken darzustellen: Philipp Apian schuf 1563 die Große Karte von Bayern im Maßstab von 1:45.000. Sie diente als Vorlage für die Bairischen Landtafeln aus 24 Blättern im Maßstab von ungefähr 1:140.000. Allerdings unterlagen amtliche Karten lange Zeit der Geheimhaltung, in Deutschland sind amtliche Karten erst seit 1813 im öffentlichen Handel.

## Heutige Landeskartenwerke
Eine Übersicht heutiger Landeskartenwerke findet sich in einer eigenen Liste von Kartenwerken.

## Einzelbelege
1. ↑  Herbert Wilhelmy: Kartographie in Stichworten. 4., überarbeitete  Auflage. Verlag Ferdinand Hirt, Kiel 1981, ISBN 3-554-80163-1, S. 145.
2. ↑  Landtafeln 1 mit 2. Abgerufen am 11. Juli 2016.
3. ↑  Herbert Wilhelmy: Kartographie in Stichworten. 4., überarbeitete Auflage. Verlag Ferdinand Hirt, Kiel 1981, ISBN 3-554-80163-1, S. 145.